# Génois (langue)
Pour les articles homonymes, voir Génois (homonymie).
Le génois ou zeneize (zeneise en orthographe traditionnelle, est le principal dialecte ligure parlé dans la ville de Gênes et ses environs, capitale de la Ligurie au nord de l'Italie.

## Phonologie
En tant que dialecte ligure, le génois possède des caractéristiques phonémiques de l'aire gallo-italique et italo-romane : évolution des « ō » [oː] et des « ū » [uː] latins en [ø] et [y] (nōvum > neuvo ['nø:vu] « neuf » ; plūs > ciù/pù ['t͡ʃy]/['py] « plus »), transformation du groupe « -ct » en « -it » (factum > faito ['fajtu] au XIVe siècle > fæto ['fɛ:tu] « fait, action »), palatalisation des groupes « bl- » et « gl- » en [d͡ʒ] (blasphemia > giastémma ['d͡ʒa'stema] « blasphème » ; glanda > gianda ['d͡ʒaŋda] « gland »), « pl- » et « cl- » en [t͡ʃ] (planta > ciànta [t͡ʃaŋta] « plante » ; clamare > ciamâ [t͡ʃa'ma] « appeler »), « fl- » en [ʃ] (flore > sciô ['ʃu:] « fleur »), vélarisation de « n » ([ŋ]) en position finale et avant une voyelle dentale, adoucissement pouvant aller jusqu'à une disparition complètes des consonnes sourdes (lōcu > lêugo [lø:gu]  « lieu, endroit »; cepulla > çiòula ['sjɔwla] « oignon »), la conservation des voyelles finales non accentuées (gatto ['gatu] en génois alors qu'en piémontais, par exemple, c'est gat [gat] « chat ») sauf après les phonèmes [l], [r] et [n] (càn [' kaŋ] « chien »), passage de [l] à [r] (rhotacisme), affaiblissement de [r] et disparition après évolution du phonème en [ɹ] durant le Moyen Âge (caru > ['kaɹu] > ['ka:u] « cher ») pouvant conduire à un déplacement de l'accent tonique (farina > [fa'ɹiŋna] > [fa'iŋa] > ['fajna] > ['fɛŋa] à la suite de la fermeture de la diphtongue en génois moderne).

### Voyelles
|            | Antérieure | Antérieure | Antérieure | Antérieure | Postérieure | Postérieure |
| ---------- | ---------- | ---------- | ---------- | ---------- | ----------- | ----------- |
| Fermée     | i          | iː         | y          | yː         | u           | uː          |
| Moyenne    | e          | eː         | ø          | øː         | o           | oː          |
| Mi-ouverte | ɛ          | ɛː         |            |            |             | ɔ           |
| Ouverte    | a          | aː         |            |            |             |             |

### Consonnes
|           | Bilabiale | Bilabiale | Labio-dentale | Labio-dentale | Alvéolaire | Alvéolaire | Post-alvéolaire | Post-alvéolaire | Palatale | Vélaire | Vélaire | Labio-vélaire |
| --------- | --------- | --------- | ------------- | ------------- | ---------- | ---------- | --------------- | --------------- | -------- | ------- | ------- | ------------- |
| Nasale    |           | m         |               |               |            | n          |                 |                 | ɲ        |         | ŋ       |               |
| Occlusive | p         | b         |               |               | t          | d          |                 |                 |          | k       | ɡ       |               |
| Affriquée |           |           |               |               | t͡s         | d͡z         | t͡ʃ              | d͡ʒ              |          |         |         |               |
| Fricative |           |           | f             | v             | s          | z          | ʃ               | ʒ               |          |         |         |               |
| Roulée    |           |           |               |               |            | r          |                 |                 |          |         |         |               |
| Battue    |           |           |               |               |            | ɾ          |                 |                 |          |         |         |               |
| Spirante  |           |           |               |               |            | l          |                 |                 | j        |         |         | w             |

## Comparaison lexicale
| Prononciation en génois | Génois     | Piémontais    | Provençal selon la norme mistralienne | Italien               | Français  | Catalan      | Espagnol  | Portugais |
| ----------------------- | ---------- | ------------- | ------------------------------------- | --------------------- | --------- | ------------ | --------- | --------- |
| /prima'veja/            | primmaveia | prima         | printèms/primavèro/primo              | primavera             | printemps | primavera    | primavera | primavera |
| /du'menega/             | domenega   | dumìnica      | dimènche/diminge                      | domenica              | dimanche  | diumenge     | domingo   | domingo   |
| /ze'na:/                | zenâ       | gené          | janvié                                | gennaio               | janvier   | gener        | enero     | janeiro   |
| /'øtu/                  | eutto      | eut           | vue/viuech                            | otto                  | huit      | vuit         | ocho      | oito      |
| /'ɔmu/                  | òmmo       | òm            | ome                                   | uomo                  | homme     | home         | hombre    | homem     |
| /askur'da:se/           | ascordâse  | dësmentié     | òublida                               | scordare/ dimenticare | oublier   | oblidar      | olvidar   | esquecer  |
| /'kɔ:sa/                | cösa       | còsa          | causo                                 | cosa                  | chose     | cosa         | cosa      | coisa     |
| /'ni:u/                 | nio        | ni            | nis                                   | nido                  | nid       | niu          | nido      | ninho     |
| /'tejtu/                | teito      | coert         | tèulisso/tèurisso                     | tetto                 | toit      | sostre       | techo     | tecto     |
| /'frejdu/               | freido     | frèid         | fre                                   | freddo                | froid     | fred         | frío      | frio      |
| /'t͡ʃø:ve/               | ceuve      | pieuve        | plóure                                | piovere               | pleuvoir  | ploure       | llover    | chover    |
| /'grasje/               | graçie     | mersì/grassie | gramaci                               | grazie                | merci     | gràcies      | gracias   | obrigado  |
| /'d͡ʒe:ʒa/               | gexa       | gesia         | glèiso                                | chiesa                | église    | església     | iglesia   | igreja    |
| /'rusu/                 | rosso      | ross          | rouge                                 | rosso                 | rouge     | vermell/roig | amarillo  | vermelho  |
| /'d͡ʒa:nu/               | giano      | giàun         | jaune                                 | giallo                | jaune     | groc         | grogu     | amarelo   |
| /'d͡ʒaŋku/               | gianco     | bianch        | blanc                                 | bianco                | blanc     | blanc        | blanco    | branco    |
| /'ʃu:/                  | sciô       | fior          | flour/flous                           | fiore                 | fleur     | flor         | flor      | flor      |
| /'fɛŋa/                 | fæña       | farin-a       | farino                                | farina                | farine    | farina       | harina    | farinha   |
| /'mwɛ:/                 | moæ        | mare          | maire                                 | madre                 | mère      | mare         | madre     | mãe       |
| /'lala/                 | lalla      | magna         | tanto                                 | zia                   | tante     | tia          | tía       | tia       |